# Susanne Munk Wilbek
Susanne Munk Wilbek (nacida Munk Lauritsen, Hvroslev, 12 de octubre de 1967) es una exjugadora danesa de balonmano y campeona olímpica, actualmente entrenadora de balonmano. 

## Trayectoria

### Como jugadora
Ganó la medalla de oro con la selección nacional de Dinamarca en los Juegos Olímpicos de Verano de 1996, celebrados en Atlanta. También se proclamó campeona del mundo en el Mundial Femenino de Balonmano de 1997, donde fue seleccionada para el equipo ideal del torneo.
Lauritsen comenzó a jugar al balonmano en el Vellev IF. Desarrolló toda su carrera senior en el club danés Viborg HK, con el que conquistó siete campeonatos de liga, tres copas nacionales y la Liga de Campeones en 1994.

### Como entrenadora
En 2006 se incorporó al cuerpo técnico del Viborg HK como entrenadora asistente, el club donde había desarrollado toda su carrera como jugadora.
En 2008 se unió a Skjern Håndbold como entrenadora de porteros del equipo masculino.
En 2011 regresó a Viborg, esta vez como directora deportiva y, en 2013, se convirtió en la entrenadora de porteros, pero sólo duró medio año en ese puesto. 
En 2017 regresó una vez más a Viborg HK como entrenadora asistente.

## Premios y galardones

### Con la selección
- 1 x Medalla de oro en los Juegos Olímpicos (1996)
- 1 x Medalla de oro en el Campeonato del Mundo (1997)
- 1 x Medalla de plata en el Campeonato del Mundo (1995)
- 1 x Medalla de bronce en el Campeonato del Mundo (1993)
- 2 x Medalla de oro en el Campeonato de Europa (1994, 1996)
- 1 x Medalla de plata en el Campeonato de Europa (1998)

### De clubes
- 1 x Liga de Campeones (2006)
- 3 x Liga Europea de la EHF (1994, 1999 y 2004)
- 10 x Ligas de Dinamarca
- 4 x Copa de Dinamarca
- 1 x Supercopa de Europa (2001)

## Vida
Susanne Lauritsen está casada con el entrenador de balonmano y político Ulrik Wilbek.